# Herrín de Campos
Herrín de Campos è un comune spagnolo di 203 abitanti situato nella comunità autonoma di Castiglia e León.